# Dolichopus nataliae
Dolichopus nataliae är en tvåvingeart som beskrevs av Stackelberg 1930. Dolichopus nataliae ingår i släktet Dolichopus och familjen styltflugor. Inga underarter finns listade i Catalogue of Life.